# 橡皮蚺
橡皮蚺（学名：Charina bottae；英语：rubber boa）是橡皮蚺属的一种小型蟒蛇，原产于北美洲西部，长38至84 cm（1.25至2.76英尺）。其种加词是为了纪念法国科学家保罗-埃米尔·博塔（Paolo E. Botta）。